# Havka
Havka (allemand : Höfchen in der Zips ) est un village de Slovaquie situé dans la région de Prešov.

## Histoire
Première mention écrite du village en 1337.

## Démographie

### Évolution de la population
| Année:               | 1994. | 2004.    | 2014.   | 2024.    |
| -------------------- | ----- | -------- | ------- | -------- |
| Nombre de personnes: | 56    | 40       | 45      | 39       |
| Différence:          |       | -28,57 % | +12,5 % | -13,33 % |

| Année:               | 2023. | 2024.  |
| -------------------- | ----- | ------ |
| Nombre de personnes: | 40    | 39     |
| Différence:          |       | -2,5 % |